# Lockheed F-117 Nighthawk
F-117 Nighthawk – amerykański odrzutowy samolot bombowy wykonany w technice obniżonej wykrywalności, produkowany przez przedsiębiorstwo Lockheed. Pomimo oznaczenia „F”, stosowanego w lotnictwie USA do klasyfikacji myśliwców, F-117 jest bombowcem taktycznym, przeznaczonym do wykonywania precyzyjnych ataków na kluczowe dla nieprzyjaciela cele naziemne w silnie bronionej przestrzeni powietrznej.
Formalnie służył w siłach powietrznych Stanów Zjednoczonych (USAF) od 1983 do 2008 roku. Wycofane maszyny zakonserwowano i zmagazynowano. Mimo to w późniejszych latach w mediach pojawiały się nowe fotografie i filmy pokazujące F-117 w powietrzu.

## Historia
Koncepcję samolotu stworzył pracujący nad technologią stealth Denys Overholser. Wykorzystał on teoretyczne modele dyfrakcji (zmiany kierunku na krawędziach przeszkód) fal elektromagnetycznych rosyjskiego fizyka Piotra Ufimcewa. Prace te zostały upublicznione w 1962 w książce „Metoda fal krawędziowych w fizycznej teorii dyfrakcji", ponieważ w ZSRR nie zauważono potencjalnego militarnego zastosowania tych badań. Decyzję o budowie samolotu bojowego opartego na demonstratorze Have Blue podjęto 16 listopada 1978 roku. Pierwszy testowy egzemplarz F-117 oblatano 18 czerwca 1981 roku, a pierwszy egzemplarz produkcyjny – 15 stycznia 1982 roku; w tym samym roku pierwszy egzemplarz F-117A dostarczono USAF-owi. Gotowość bojową osiągnięto w październiku roku 1983. W 1990 roku zakończono produkcję F-117A. Łącznie wyprodukowano 59 sztuk.
Samolot był oficjalnie tajny do 1988 roku, kiedy USAF przyznał się do posiadania „myśliwca stealth” i upublicznił kilka niewyraźnych zdjęć. Przedtem pojawiało się wiele pogłosek na jego temat. Przez wiele lat utrzymywało się przekonanie że samolot nosi oznaczenie F-19. Samolot oficjalnie zaprezentowano publicznie w kwietniu 1990 roku.

## Służba w USAF
Samolot F-117 Nighthawk był używany w kilku operacjach wojskowych. Pierwsza misja bojowa odbyła się podczas operacji „Just Cause” w Panamie w 1989 roku. Podczas tej misji samoloty F-117 zbombardowały koszary przy lotnisku Río Hato. Dwa lata później, podczas operacji Desert Storm nad Irakiem, samoloty F-117 dokonywały zrzutów naprowadzanych bomb na irackie cele. Samoloty F-117A brały także udział w operacji „Allied Force” w Jugosławii w 1999 roku. Zostały również użyte podczas operacji „Trwała Wolność” (ang. Enduring Freedom) w Afganistanie w latach 2001–2002 i operacji „Iracka Wolność” (ang. Iraqi Freedom) w Iraku.
W 2008 roku USAF miała na stanie piętnaście F-117A. Rozpoczęcie wycofywania samolotów ze służby rozpoczęto 12 marca 2007 roku a jego oficjalne zakończenie 22 kwietnia 2008 roku. Samoloty zostały zmagazynowane i zakonserwowane w specjalnych hangarach zbudowanych specjalnie dla tego typu maszyn w Tonopah Test Range Airport. Hangary posiadają wewnątrz kontrolowane warunki klimatyczne. Pomimo oficjalnego wycofania 22 kwietnia, jeszcze przez kilka miesięcy cztery samoloty używane były przez 410th Flight Test Squadron. Ostatni z samolotów tej jednostki trafił do Tonopah 11 sierpnia 2008 roku. F-117 zostały zakonserwowane w ramach standardu określanego mianem Type 1000 storage. Oznacza to, iż przywrócenie samolotu do służby może zająć od 30 do 120 dni. Ze zmagazynowanych samolotów cztery zostały przekazane do muzeów. Jedna maszyna o numerze 79-0784, w 2008 roku została zniszczona w celu sprawdzenia i weryfikacji przyjętych procedur niszczenia tego typu konstrukcji.
Pod koniec kwietnia 2016 roku Komisja ds. Sił Zbrojnych w Izbie Reprezentantów zagłosowała za usunięciem wymogu utrzymywania F-117 w gotowości do przywrócenia do służby, przekazaniu części egzemplarzy do jednostek muzealnych i zezłomowania pozostałych. Jako powód tej decyzji podano wysoki koszt utrzymywania tych maszyn w gotowości bojowej. Pomimo zestrzelenia jednej z nich nad Serbią w 1999 roku, nie kwestionowano ich walorów bojowych (możliwości unikania wykrycia przez wrogie radary i przeprowadzania precyzyjnych nalotów). Wszystko wskazywało na to, że jest to definitywny koniec historii tego nietypowego samolotu. Jednak już w 2010 roku, pojawiły się doniesienia o przywróceniu czterech maszyn do lotów badawczych oraz dwóch kolejnych pełniących rolę zapasową. Ich loty zaobserwowano w rejonie Nellis Air Force Base w Nevadzie. Kolejne loty F-117 zostały zaobserwowano w maju 2013 roku, wrześniu 2014. W lipcu 2016 roku i w tym samym miesiącu w 2018 roku zaobserwowano loty w rejonie Tonopah. 26 lutego 2019 roku pojedynczy egzemplarz został sfotografowany w rejonie Doliny Śmierci w Kalifornii. Dzień później maszyna w towarzystwie kolejnego F-117 została ponownie dostrzeżona w tym samym miejscu. Według niepotwierdzonych doniesień siły powietrzne utrzymują sześć samolotów w stanie lotnym. W marcu 2019 roku holenderski Scramble Magazine poinformował, powołując się na wiarygodne źródła, że w latach 2016 – 2017 USAF rozmieściły co najmniej 4 F-117 na Bliskim Wschodzie. Według doniesień magazynu, wycofane ze służby samoloty miały wykonywać misje bojowe nad Syrią i Irakiem w ramach operacji "Inherent Resolve" przeciwko Państwu Islamskiemu. Maszyny miały wykorzystywać bombę GBU-39 SDB. Przed wycofaniem samolotów, bomba nie została certyfikowana do użycia przez ten typ maszyn. Niemniej, jeśli istotnie doszło do jej użycia przez F-117, mogła zostać zintegrowana z samolotem już po jego oficjalnym wycofaniu ze służby. Ten sam periodyk informował, że Stany Zjednoczone Ameryki nigdy nie przyznały się oficjalnie do wznowienia wykonywania lotów na wycofanych F-117.

### Zestrzelenie
27 marca 1999 roku egzemplarz F-117 został strącony w okolicy wsi Buđanovci podczas operacji „Allied Force” nad Autonomiczną Prowincją Kosowo FR Jugosławii. Zestrzelenia dokonano za pomocą systemu rakietowego S-125 Newa. Samolot został wykryty z odległości 15 kilometrów (czyli takiej, na jaką został przewidziany kres „niewidzialności” przez jego konstruktorów), wykrycie zostało ułatwione otwarciem przez samolot komory bombowej. Wyższa pewność wykrycia (zrozumienia sygnatury radiolokacyjnej) tego samolotu wynikła także z kilkukrotnego wykorzystania tej samej trasy nalotu (jedynej możliwej w górzystym terenie). Pilot przeżył i został uratowany przez wojska państw NATO. Szczątki samolotu można oglądać w Muzeum Lotnictwa w Belgradzie. Początkowo US DoD nie informował o stracie, jednak przy pokazanych dowodach przez żołnierzy Jugosławii, Stany Zjednoczone Ameryki przyznały, że to strata wojenna.
Przez wiele lat Serbowie-przeciwlotnicy głosili, że zestrzelili, bądź uszkodzili więcej niż jeden taki czarny statek powietrzny.
Sprawa dotyczyła zwalczanego F-117 z dnia 30 kwietnia 1999 roku. Egzemplarz pilotowany przez nieujawnionego pilota, w parze z Charlesem Hainlinem ps. "Tuna" z 9th Fighter Squadron, the “Flying Knights,” (pol. 9 Dywizjon Myśliwców Flying Knights) stacjonującego w Spangdahlem w Niemczech został trafiony odłamkami z rakiety wystrzelonej przez jugosłowiańską obronę przeciwlotniczą nad Belgradem. Maszyna ledwo wróciła do Spangdahlem i zdołała wylądować, jednak w wyniku uszkodzeń została po tym zdarzeniu wycofana ze służby i skasowana.
Portal internetowy The Drive, pod koniec 2020 roku pokazał informacje potwierdzające, że serbska (Jugosławii) obrona przeciwlotnicza uszkodziła bądź zestrzeliła drugi egzemplarz Nighthawka. Informacje potwierdziły osoby związane z US Air Force na początku stycznia 2021 roku.

## Budowa
Konstrukcja samolotu wykonana jest ze stopów aluminium i stopów tytanu oraz elementów ceramicznych. Cała powierzchnia pokryta jest powłoką wykonaną z materiałów RAM, której zadaniem jest absorpcja fal radarowych. Także kształt samolotu dobrany jest aby zmniejszyć jego echo radarowe. Samolot napędzany jest dwoma turbowentylatorowymi silnikami General Electric.
Zastosowane rozwiązania, mające na celu utrudnienie namierzenia, powodują, że samolot jest wysoce niestateczny pod względem aerodynamicznym. Podczas lotu komputer pokładowy musi średnio trzy razy na sekundę stabilizować lot (sterowanie fly-by-wire), żeby nie dopuścić do utraty panowania nad samolotem przez pilota.

## Maskowanie
Efekt zmniejszonej wykrywalności przez radary uzyskano poprzez zastosowanie specjalnego kształtu geometrycznego. Powierzchnię samolotu stanowią fragmenty płaszczyzn, ustawionych pod określonymi kątami, dzięki czemu przeważająca część fal radarowych padających na samolot ulega rozproszeniu w różnych kierunkach, zamiast odbiciu w stronę radaru. Dodatkowo cała powierzchnia samolotu pokryta jest lakierem zawierającym materiały absorbujące promieniowanie elektromagnetyczne.
W celu dalszej minimalizacji możliwości namierzenia przez pasywne stacje radiolokacyjne, zrezygnowano z radaru pokładowego. Podczas wykonywania misji pilot wykorzystuje kamery na podczerwień i systemy laserowe. Systemy łączności radiowej używane są tylko w sytuacjach wyjątkowych, a do utrzymywania łączności pomiędzy samolotami wykorzystuje się system łączności laserowej.
Efektem zastosowania techniki stealth w F-117 Nighthawk jest uzyskanie współczynnika odbicia fal radarowych 2500 razy mniejszego niż w myśliwcu F-15 Eagle.
Bombowiec ma silniki schowane w kadłubie, a wloty powietrza i wyloty dysz osłonięte przez dolne powierzchnie kadłuba w celu zmniejszenia promieniowania cieplnego i echa radarowego.

## Uzbrojenie
Uzbrojenie przenoszone jest w dwóch wewnętrznych komorach bombowych. Masa uzbrojenia przenoszonego przez F-117 wynosi 2000 kg. Gama uzbrojenia obejmuje prawie cały zestaw uzbrojenia bombowca Sił Powietrznych USA, w tym broń jądrową. Samolot nie ma uzbrojenia strzeleckiego.